# Johann Georg Patzenhofer

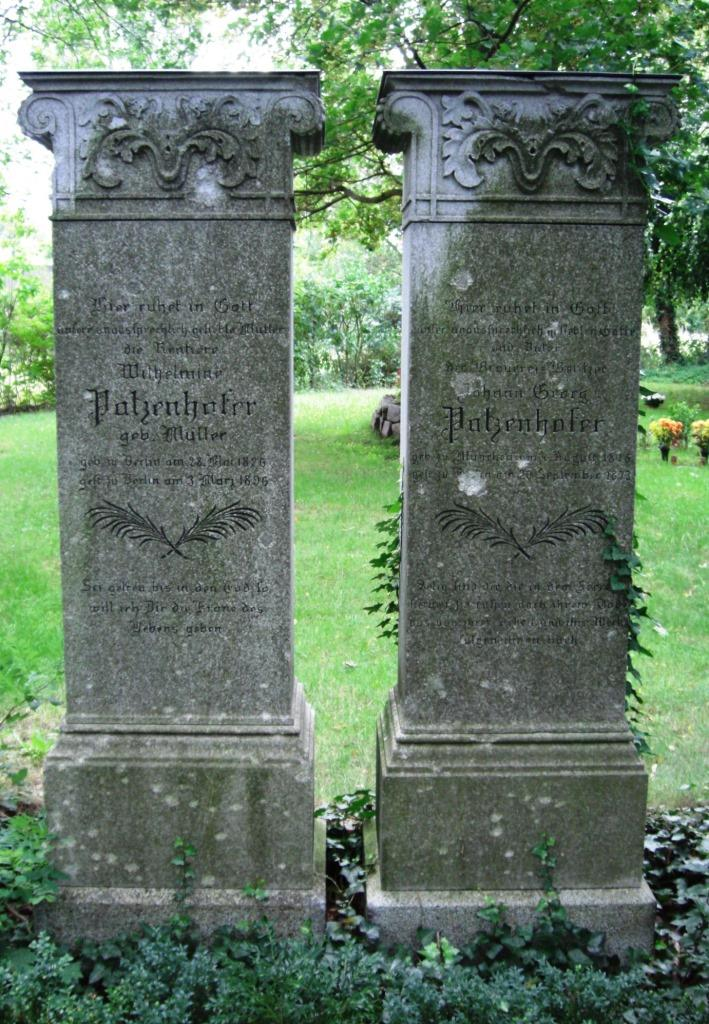
Grab von Johann Georg Patzenhofer auf dem St.-Hedwig-Friedhof I in Berlin-Mitte

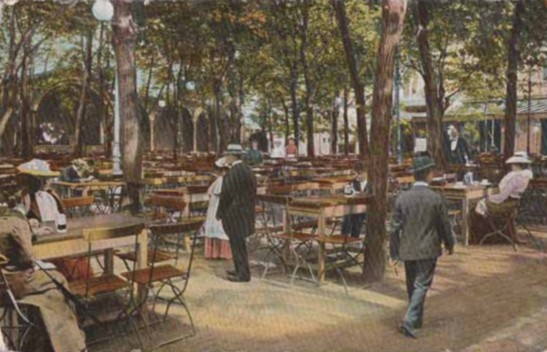
Patzenhofer Brauerei-Ausschank

Johann Georg Patzenhofer (* 4. August 1815 in Moosach bei München, Königreich Bayern; † 20. September 1873 in Berlin) war ein deutscher Bierbrauer.
Patzenhofer gründete 1855 die Bayrisch Bierbrauerei in Berlin und brachte so das Münchner Bier nach Preußen. Er war der Erste, der in Berlin dunkles Bier nach Art der Nürnberger, Erlanger und Kulmbacher Biere braute. Mit einem jährlichen Produktionsvolumen von bereits 11.000 Tonnen Bier wandelte der Brauereifachmann seinen Betrieb 1871 zur kapitalstarken Aktien-Brauerei-Gesellschaft Friedrichshöhe, vormals Patzenhofer um.
Johann Georg Patzenhofer ruht in einer Familiengrabanlage auf dem St.-Hedwig-Friedhof in der Liesenstraße 8.
In seinem Geburtsort Moosach wurde 1913 die Batzenhoferstraße nach ihm benannt.